# 90丁目-エルムハースト・アベニュー駅
90丁目-エルムハースト・アベニュー駅（90ちょうめ-エルムハースト・アベニューえき、英: 90th Street–Elmhurst Avenue）はニューヨーク市地下鉄IRTフラッシング線の駅である。クイーンズ区エルムハーストの90丁目とエルムハーストの交差点に位置し、7系統が終日停車する。

## 歴史
この駅は1917年4月21日にIRTフラッシング線の終点であったクイーンズボロ・プラザ駅からアルバーティス・アベニュー駅（現：103丁目-コロナ・プラザ駅）までの延伸開通と共に開業した。
1955年から1956年にホーム有効長を11両編成に対応するために延長工事を行った。

## 駅構造
| P プラットホーム階           |                                                                            |                                          |
| 相対式ホーム、右側ドアが開く |                                                                            |                                          |
| 南行緩行線                   | ← 34丁目-ハドソン・ヤード駅行き（82丁目-ジャクソン・ハイツ駅）             |                                          |
| 急行線                       | ← 通過 →                                                                   |                                          |
| 北行緩行線                   | → フラッシング-メイン・ストリート駅行き（ジャンクション・ブールバード駅）→ |                                          |
| 相対式ホーム、右側ドアが開く |                                                                            |                                          |
| M                            | 改札階                                                                     | 改札口、駅員詰所、メトロカード自動券売機 |
| G                            | 地上階                                                                     | 出入口                                   |

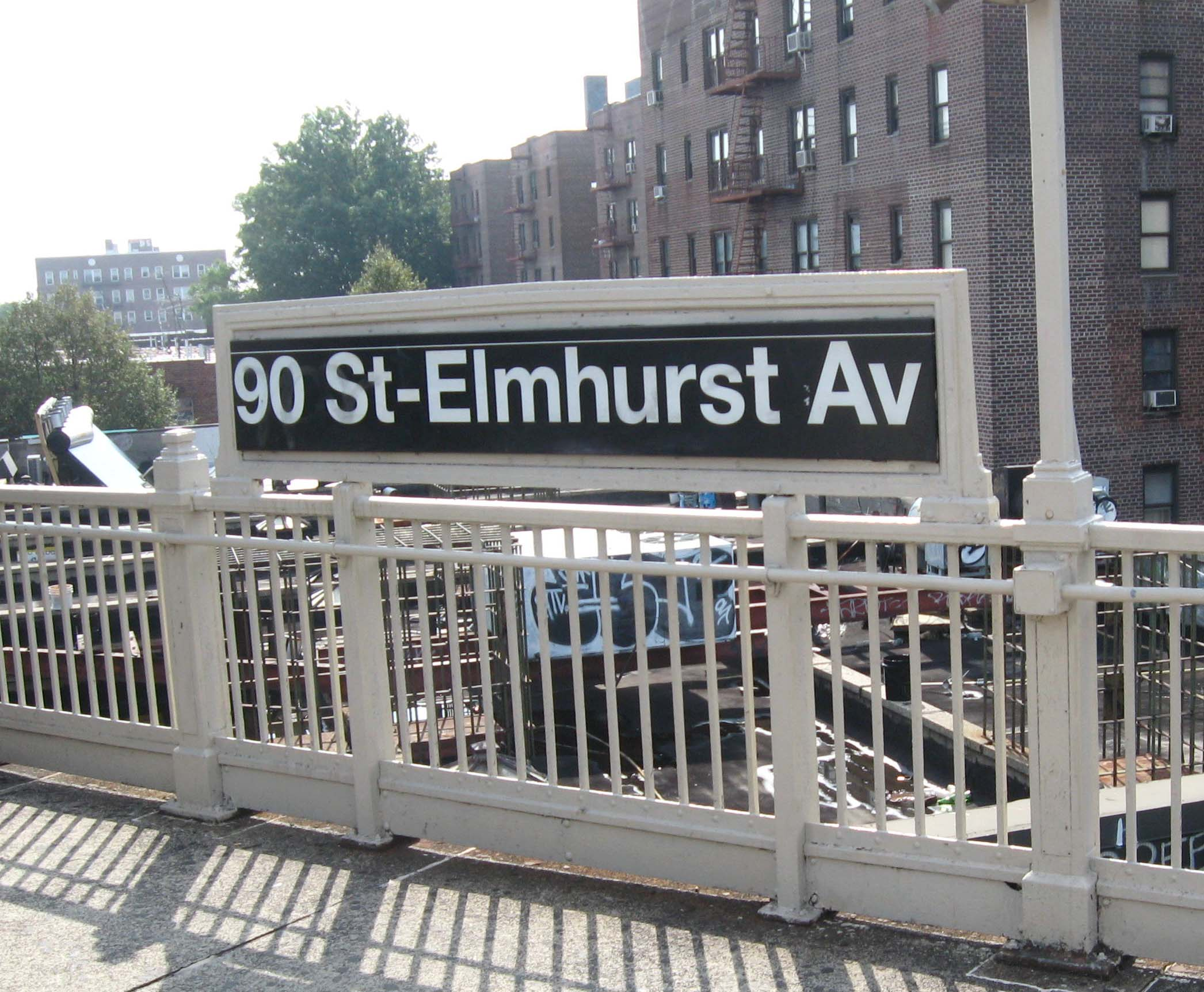
北行ホームの駅名標

駅は相対式ホーム2面と緩行線2線、急行線1線を合わせた2面3線の構造で、中央の急行線はラッシュ時に混雑方向へ向かう<7>系統が通過する。
ホーム中央部には窓付きの茶色の外壁があり、ホーム両端部は一定間隔でライトの付いた腰付近までの高さの白のフェンスがある。ホームから改札階への階段には半透明のガラスがあるほか、駅名標は黒地に白で「90ST-Elmhurst Av」と書かれた物が掲げられている。

### 出入口
改札口は改札階の両側の計2ヶ所あり、改札口と改札口の間にきっぷ売り場がある。西側改札口には回転式改札機と各ホームへ向かう階段が、東側改札口には2つの回転式改札機と各ホームへの階段がある。
- 階段1つ、ルーズベルト・アベニューとケース・ストリートの交差点南西[2]。
- 階段1つ、ルーズベルト・アベニューと90丁目の交差点北西[2]。
- 階段1つ、ルーズベルト・アベニューと90丁目の交差点北東・ルーズベルト・アベニューとエルムハースト・アベニューの交差点北西[2]。